# Drepanocladus sendtneri
Drepanocladus sendtneri là một loài Rêu trong họ Amblystegiaceae. Loài này được (Schimp.) Warnst. mô tả khoa học đầu tiên năm 1903.